# Русудан Черкеська
Русудан (груз. რუსუდანი; пом.. 30 грудня 1740, Москва, Російська імперія) — представниця черкеської знаті і дружина Вахтанга VI, який правив грузинським царством Картлі як регент з 1703 по 1712 рік і царя (або валі з позиції Сефевідів) з 1716 по 1724 рік. Вона слідувала за своїм чоловіком у вигнання до Російської імперії, де прожила все життя.

## Походження
Даних про родовід і сімейному походження Русудан практично не залишилося. «Русудан» — це ім'я, дане черкеській нареченій при наверненні в християнство в Грузії, її первісне ім'я не було записано, як і рід, з якого вона походила. Сучасні їй грузинські джерела зазвичай визначають її походження як черкез-батоні, тобто «владика (батоні) черкесів». Французький історик XIX століття Марі-Феліс Броссе назвав її батьком вождя з Малої Кабарди Килчико (Кульчук Килимбетов згідно з російськими джерелами), який у 1693 році намагався перешкодити Арчілу II, дядькові Вахтанга, відвідати Російську імперію. Крім того, в грузинському документі того часу згадується зустріч Вахтанга з його кабардинськими родичами, іменованими грузинським прізвищем «Бакашвілі», під час втечі царя до Російської імперії через черкеську територію в 1724 році. Згідно з сучасним Броссе російським автором Петром Буктовим, Русудан належала до роду Місостових, одного з найбільш впливових родів у Великій Кабарді. Бутков також згадує про інший можливий рідний клан Русудан — Таусултанові з Малої Кабарди.

## Рання біографія
Русудан спочатку була заручена з молодим князем Багратом, якого його батько, цар Картлі Георгій XI, повинен був віддати його в заручники шаху Сулейману I в Іран, де Баграт і помер близько 1692 року. Русудан не була повернута своєму батькові і замість цього залишалася в Грузії. Це повинно було образити черкесів, спонукавши, за припущенням Броссе, Кильчико енергійно відгукнутися на заклик шамхала Тарки захопити брата Георгія XI Арчіла і його оточення на їх шляху в Росію. Арчіл був узятий в полон, але незабаром утік. Шамхал в люті, бажаючи догодити шаху полоном Арчила, покарав Кильчико розоренням черкеських земель.

## Шлюб
В 1696 році Георгій XI влаштував шлюб Русудан зі своїм племінником, князем Вахтангом, який одружився з нею у Харагаулі в Імереті, куди Георгій XI і його сім'я були переселені з Картлі після розриву з шахом Ірану в 1688 році. У тому ж році Георгій XI примирився з шахом і був відновлений на престолі в Картлі. В 1703 році Вахтанг став регентом Картлі у відсутності Георгія XI і його наступника Кайхосро, які обидва правили заочно, служачи в іранських рядах в Афганістані, де обидва були в результаті вбито. Регентство Вахтанга ознаменувалося відносним політичним і культурним відродженням в Картлі.
У квітні 1712 року Вахтанг вирушив до Ірану, щоб отримати свою інвеституру від шаха Солтана Хусейна, і був затриманий там до тих пір, поки не був змушений виконати умову звернення в іслам в 1716 році. Під час його відсутності регентство взяв на себе брат Вахтанга Симон, на зміну якому прийшов інший його прийняв іслам брат Ієссе. Протягом цього періоду часу країна була охоплена політичними інтригами і боротьбою фракцій за владу. Русудан, що жила зі своїми синами в Горі, на захід від все більш ворожої столиці Тбілісі, зрештою бігла від репресивного режиму Ієссе в гори Рача. Ієссе навіть пообіцяв шаху відправити Русудан і її синів, а також 500 сімей з Картлі як переселенців до Ірану. Вона також стримувала свого старшого сина Бакара, який прагнув помститися ворогам свого батька. Цариця, таким чином, врятувала католікоса Доментия IV, підозрюваного в причетності до політичних інтриг, від засліплення і запобігла смерть воєначальника (спаспета) Луарсаба Орбеліані.

## Цариця-консорт
У серпні 1719 року Вахтанг, нині відомий також під мусульманським ім'ям Хусейн-Колі-хан, повернувся до Тбілісі царем, а Русудан сіла на трон поруч зі своїм чоловіком, «світилом, солнцеподібною царицею», як висловилася сучасний їй грузинський історик Сехнія Чхеїдзе. Царювання Вахтанга тривало недовго. У травні 1723 року він був обложений у своїй столиці кахетинським царем Костянтином II, що вів суперечку з ним. Русудан була евакуйована до Горі, а після падіння Тбілісі — до Імереті.
Зрештою Вахтанг у супроводі своєї сім'ї і свити втік до Російської імперії. Русудан жила з чоловіком в Астрахані. Овдовівши в березні 1737 року, вона переїхала до Москви, де жив її син Бакар. Русудан померла там же, 30 грудня 1740 року. Вона була похована в Стрітенській церкви Донського монастиря 13 січня 1741 року.

## Діти
Русудан народила Вахтангу п'ятьох дітей: двох синів і трьох дочок (у Вахтанга також було кілька позашлюбних дітей):
- Царевич Бакар (11 червня 1699 або 7 квітня 1700 — 1 лютого 1750), правитель Картлі.
- Царевич Георгій (2 серпня 1712 — 19 грудня 1786), генерал-аншеф російської служби.
- Царівна Тамара (1696—1746), що побралася у 1712 році з царевичем Теймуразом, майбутнім царем Кахеті і Картлі.
- Царівна Анна (Анука) (1698—1746), що вийшла у 1712 році за князя Вахушті Абашідзе.
- Царівна Тута (1699—1746), що вийшла за імеретинського дворянина з княжого роду Рачи, Гедевана.